# Tenis en Brasil
La organización del tenis en Brasil está a cargo de la Confederación Brasileña de Tenis, fundada en 1955. Predominan las canchas con superficie de arcilla de polvo de ladrillo y su principal torneo es el Abierto de Río de Janeiro, de la categoría ATP 500. 
La tenista de élite mundial en la era aficionada fue Maria Bueno (#1), mientras que en la era profesional lo ha sido Gustavo Kuerten (#1). En dobles han destacado Maria Bueno, Cássio Motta (#4), Carlos Kirmayr (#6), André Sá (#17), Marcelo Melo (#1) y Bruno Soares (#2). El equipo brasileño masculino adulto ha llegado a las semifinales de la Copa Davis en 1966, 1971, 1992 y 2000; mientras que el juvenil fue campeón de la Copa Mundial Sub-18 en 1958 y 1993.

## Actualidad
Thiago Seyboth Wild es el primer tenista masculino nacido en los 2000s en ganar un título ATP (Chile Open 2020), logrando el peusto No. 58 en 2024, por otra parte, Thiago Monteiro llegó a ser el No. 61, pero sin haber ganado un título. El adolescente Joao Fonseca ya ingresó a los Top 100 con 18 años. 

## Clasificación histórica
Lista con los tenistas brasileños que han estado entre los 100 primeros lugares de la Clasificación de la ATP.
- Nota: Los jugadores activos están en negrita. Actualizado al 11 de septiembre de 2023.